# Dwidźa
Dwidźa (Dwukrotnie urodzony) – termin stosowany wobec hindusów urodzonych w warnie braminów (dawniej też używany wobec kszatrijów i wajśjów). Określenie to stosuje się również wobec ptaków, których narodziny też są dwukrotne. Drugie narodziny młodego hindusa stanowi rytualna inicjacja upanajana, gdy po raz pierwszy otrzymuje sznur upawita.